# Onthophagus fasciculiger
Onthophagus fasciculiger là một loài bọ cánh cứng trong họ Bọ hung (Scarabaeidae).